# Атанасије Анталијски
Свети мученик Атанасије је православни светитељ и мученик порекломе из Анталије.
Он је био прост и сиромашан човек, али богат вером и мудар Божјим Духом. Једном нехотично ступи у препирку о вери с неким Турчином. Турчин беше школован и вешт на речи, но Атанасије се труђаше свим силама да истакне и утврди истинитост и преимућство хришћанске вере над мухамеданском. У том се растану.
Другог дана Атанасије био је позван пред суд. Овај Турчин се представљао као његов тужитељ. Када је судија позвао Атанасија да се одрекне вере Христове и потурчи, као што је тобож и изјавио пред својим сапутником дан раније, узвикну Атанасије: „Пре ћу примити хиљаду смрти него што ћу се одрећи вере Христове“! Зато је осуђен на смрт и обезглављен 1700. године у Смирни. Тело му је сахрањено у Цркви Свете Параскеве у истом граду.
Српска православна црква слави га 7. јануара по црквеном, а 20. јануара по грегоријанском календару.